# Arsenal de l'Est
L'Arsenal de l'Est est une caserne située à 6 km de la ville chinoise de Tianjin (alors orthographiée Tientsin) et occupée de 1901 à 1946 par les troupes françaises en Chine.

## Description
L'Arsenal, un carré de 1 km2, est à 6 km environ au nord-est de la concession française de Tien-Tsin.
Organisé comme une petite ville (logements de divers types, foyer, cimetière, infirmerie, chapelle, etc.), l'Arsenal est jouxté par un petit village de commerçants chinois, sous administration policière française.

## Historique
L'Arsenal est construit sur les restes de l'arsenal chinois (en) détruit pendant la guerre des Boxers lors de la bataille de Tien-Tsin. Aux mains des troupes russes, le terrain est cédé à la France en septembre 1901. Trois compagnies et la portion centrale (état-major et services) du 16e régiment d'infanterie coloniale (16e RIC) s'y installent en mai 1903.
L'Arsenal abrite ensuite l'état-major du corps d'occupation de Chine et plusieurs bataillons du 16e RIC mais aussi, dans l'entre-deux-guerres, une compagnie de chars et le groupe d'artillerie coloniale de Chine.
L'Arsenal sert à plusieurs reprises de refuge pour les Chinois, notamment lors de la bataille de Tien-Tsin fin juillet 1937,.
Le 16e RIC est remplacé en décembre 1939 par le bataillon mixte d'infanterie coloniale de Chine du Nord, qui continue d'occuper la caserne.
En 1943, la concession française de Tien-Tsin est rétrocédée au gouvernement collaborateur chinois de Nankin. Les autorités françaises considèrent en 1944 le transfert de la population française vers l'Arsenal mais le coup de force japonais de mars 1945 interrompt cette opération : les troupes françaises sont désarmées et la caserne occupée par 800 soldats de l'Armée impériale japonaise.
Après la capitulation japonaise, l'Arsenal devient une garnison américaine, abritant notamment l'état-major de la 1st Marine Aircraft Wing. L'Arsenal est aujourd'hui détruit.